# 22個男人
《22個男人》（英語：22nd Catch），是一部2016年上映的愛情電影。由范逸臣、秦海璐、劉品言、翁家明、包偉銘、徐婕兒領銜主演。中國於2016年5月12日上映，臺灣預計於2016年9月23日上映。

## 演員陣容
| 演員姓名 | 角色名稱 | 介紹 |
| 范逸臣   | 袁廣清   |      |
| 秦海璐   | 陳美智   |      |
| 劉品言   | Annie    |      |
| 翁家明   | 王強     |      |
| 包偉銘   | 郭哥     |      |
| 徐潔兒   | Lucy     |      |

### 其他演員
| 演員姓名 | 角色名稱 | 介紹 |
| 林道遠   | 攝影助理 |      |

## 電影歌曲
| 曲別   | 歌名 | 演唱者 | 作詞 | 作曲 | 備註 |
| 主題曲 |      |        |      |      |      |
| 插曲   |      |        |      |      |      |

## 工作人員
- 監製：
- 製作人：
- 導演：柳廣輝
- 編劇：
- 製作公司：如魚得水電影有限公司
- 發行公司：穀得電影

## 拍攝場景
- 台北、雲南

## 外部連結
- 22個男人的Facebook專頁
- 豆瓣电影上《购物女王》的資料 （简体中文）
- 时光网上《22個男人》的資料（简体中文）
- 香港影庫上《22個男人》的資料（繁體中文）
- 開眼電影網上《22個男人》的資料（繁體中文）
- Yahoo奇摩電影上《22個男人》的資料（繁體中文）
- 互联网电影数据库（IMDb）上《22個男人》的资料（英文）
- 穀得電影的Facebook專頁
- YouTube上的【22個男人】中文電影預告.（繁體中文）